# Ключ 8
Ключ 8 (иер. 亠) со значением «верхушка», восьмой по порядку из 214 традиционного списка иероглифических ключей, используемых при написании иероглифов.
В словаре Канси содержится 38 иероглифов (из 49 030) под этим ключом.

## История
Древний рисунок обозначал верхушку крыши.
В современном языке иероглиф используется в значениях: «верхушка, голова».
В качестве ключевого знака иероглиф «верхушка» малоупотребителен.
В словарях находится под номером 8.

## Примеры
| Доп. черты | Примеры           |
| ---------- | ----------------- |
| 0          | 亠                |
| 1          | 亡                |
| 2          | 六 卞 亢 亣       |
| 4          | 交 亥 亦 产       |
| 5          | 亨 亩 亪          |
| 6          | 享 京             |
| 7          | 亭 亮 亯 亰 亱 亲 |
| 8          | 亳                |
| 10         | 亴 亵             |
| 11         | 亶 亷             |
| 14         | 亸                |
| 19         | 亹二              |